# Bezzia pseudovenstula
Bezzia pseudovenstula är en tvåvingeart som beskrevs av Gustavo R. Spinelli 1991. Bezzia pseudovenstula ingår i släktet Bezzia och familjen svidknott. Inga underarter finns listade i Catalogue of Life.